# Енцклестерле
Енцклестерле (њем. Enzklösterle) општина је у њемачкој савезној држави Баден-Виртемберг. Једно је од 25 општинских средишта округа Калв. Према процјени из 2010. у општини је живјело 1.221 становника. Посједује регионалну шифру (AGS) 8235025.

## Географски и демографски подаци
Енцклестерле се налази у савезној држави Баден-Виртемберг у округу Калв. Општина се налази на надморској висини од 590 метара. Површина општине износи 20,2 km². У самом мјесту је, према процјени из 2010. године, живјело 1.221 становника. Просјечна густина становништва износи 60 становника/km².

## Међународна сарадња
| Мјесто                  | Држава   | Врста сарадње | Од    |
| ----------------------- | -------- | ------------- | ----- |
| Санкт Антон им Монтафон | Аустрија | контакт       | 1987. |
| Извор                   |          |               |       |